# Нишка Бања
Нишка Бања је градско насеље у градској општини Нишка Бања на подручју града Ниша у Нишавском округу. Према попису из 2022. има 3.821 становника.
Нишка Бања спада у II групу најразвијенијих бања Србије заједно са Бањом Ковиљачом, Буковичком Бањом и Матарушком Бањом, које, појединачно гледано, остварују преко 100.000 ноћења годишње, са релативно развијеном лечилишном функцијом, солидном материјалном базом и повољним положајем (близина комуникацијских праваца, градских насеља и других чинилаца).
Природни лековити фактори у Нишкој Бањи су блага, умерено-континентална клима, термоминералне воде, природно минерално блато и лековити гасови. Лековите воде, које извиру са пет извора („Главно врело“, „Сува бања“, „Школска чесма“, „Бањица“ и „Пасјача“), припадају групи земноалкалних хомеотерми (36-38 °C), благо минерализованих, слабо радиоактивних са капацитетом од 56 литара у секунди.

## Положај и пространство
Нишка Бања се налази на југоистоку Србије, поред магистралног правца Београд—Ниш—Софија—Истанбул (или нишавско-маричке магистрале), удаљена 10 km од Ниша и 250 km од Београда.
Нишка Бања лежи на геотектонској граници кристаласте родопске масе и кречњачких планина источне Србије, и споју великих удолина Балканског полуострва на јужном ободу простране и плитке нишке котлине, у подножју и на падинама Коритњака, истоименог брда (808 m) и села, који се наводи и под именом Коритник, саставног дела композитне Нишавске долине и северозападног огранка Суве планине (1.810 m), у северозападном подножју Црног камена (867 m), једног од њених врхова.
Површина простора на коме је смештена Нишка Бања износи 6,43 km². Овај простор граничи се с насељима Прва Кутина са западне стране, Брзи Брод са северозападне, Малча и Горња Врежина са северне, Радикина Бара (с напуштеним селом Коритњак) са јужне стране, Раутово (само у уском појасу у потесу „Манастириште“) са југоисточне и Јелашница са источне стране.
Бањска инфраструктура размештена је на широкој и благо нагнутој тераси (насталој током геолошке прошлости, акумулацијом бигра и радом флувијалног и денудационог процеса) у подножју кречњачког брега Коритњака који се доста стрмо уздиже изнад Нишке Бање (види доњу слику).
На 248 m надморске висине – налазе се централни и највећи део насеља, зграда општине са објектима свих пратећих установа (банка, пошта, полиција, основна школа, итд), лечилиште, туристичко-угоститељски објекти и бањски паркови. Паркови се простиру на неколико хектара и имају фонтане, лепо уређене травњаке, цветне алеје и дрвореде багрема, јасена, липе, дуда, ораха и црног бора између којих кривудају поточићи са термоминералном водом,
Нижи део Нишке Бање простире се у долини реке Нишаве. Овај терен налази се углавном под житарицама и повртарским културама. Ту је смештен део насеља око јелашничког пута, као и део насеља између магистралне пруге и пута Ниш—Софија и леве обале Нишаве. Насеље Никола Тесла (познатије као „Број шест“), западно од Нишке Бање, настало је делом у катастарској општини Нишка Бања а делом у катастарској општини Прва Кутина.

## Геолошка прошлост
Нишка Бања се налази на граници најстарије, родопске масе на Балканском полуострву и млађих набраних планина. Родопској маси припада Селичевица, а млађим набраним планинама Коритњак. Издизањем родопске масе, издигла се планина Селичевица и постала копно још у палеозоичко доба. Новостворено копно окруживала су многа мора, која су у прошлости Земље покривала површину простора на коме се данас налази Нишка Бања.
У околини Нишке Бање на појединим деловима Суве планине пронађени су кречњаци и лапорци са фосилима, помоћ којих је утврђено да ови седименти припадају периоду јуре. Што је показатељ трансгресије јурских мора и до простора на коме је сада Нишка Бања.
За време еоцена, околина Суве планине била је копно. То стање из основа променили су покрети у Земљиној кори који су вероватно почели још у креди, а највећу снагу достигли у олигоцену и миоцену. За време тих покрета нишавска област је била набрана јаче него било која друга на Балканском полуострву. Тада су се издигле кречњачке масе од којих су настале Сува планина, Селичевица и Коритњак. За то доба везује се и постанак раседа и стварање великих удолина у њима. Светолик Стевановић тврди: „Нишавска удолина морала је бити створена до краја миоцена, јер је у плиоцену већ била потопљена великим језером са којим почиње језерска периода.”
У језерском периоду развоја нишавске долине, према резултатима истраживања, могу се издвојити три фазе или три језерска пода (терасе).
| Фазе језерског периода развоја нишавске долине | |
| Језерске фазе                                  | Карактеристике језерских фаза |
| Прва                                           | У најстаријој језерској фази површина језера достигла је висину од 830 m у односу на данашњу надморску висину. Из воде је вирио само гребен Суве планине и врх Селичевице, док је Коритњак био потопљен. После дужег мировања при крају фазе наступило је доба интензивних тектонских покрета, који су изменили конфигурацију језерског дна и изазвали релативно брзо спуштање новог нивоа са 830 на 610 метара.                                               |
| Друга                                          | Ову језерску фазу карактерише смиривањем покрета, и пад висине воде, што је повећало копнене површине. При самом крају фазе поново је дошло до великих покрета, па је ниво језера сишао на 500 m. У овој фази дошло је и до главног издизања пречага између басена, чиме су обележене контуре данашњих котлина на простору Југоисточне Србије. |
| Трећа                                          | У последњој језерској фази некада велико језеро распало се у четири мања, која су испунила Нишку и суседне котлине. Нишко језеро изгледало је тада као залив већег језера, које је заузимало лесковачко-алексиначко Поморавље. Јаки тектонски покрети јавили су се и на крају ове фазе, која припада горњем плиоцену. Ови тектонски покрети изазвали су промене у висинама земљишта, због чега је наступило брзо отицање језера и формирање плиоценске Нишаве. |

У формирању данашњег рељефа Нишке Бање учествовала је и Нишава. Када се појавила као река крајем плиоцена, Нишава је текла на 350 до 360 m надморске висине, односно 150 до 160 m више од данашње површине тла код железничке станице „Нишка Бања“. Трагови њене најстарије терасе видљиви су и на надморској висини од 450 до 460 m.
Нишава је у околини Нишке Бање усекла четири терасе тако да се бањски терен степенасто спушта идући од Коритњака ка Нишави. На највишој тераси од 50 m релативне висине (248 м апсолутне висине) налазе се зграде и бањски парк, на тераси од 35 м релативне висине куће ранијег села „Бања“, а на тераси од 20 м релативне висине део насеља око основне школе. Најнижа тераса од 10 м релативне висине је под ливадама.
Зато можемо рећи да је данашњи облик рељефа ужег терена Нишке Бање производ раседа око Коритњака, вода Нишког језера и реке Нишаве.

## Геоморфолошке одлике
Мезо и микрорељеф Нишке котлине, на чијем је југоисточном ободу налази Нишка Бања, изграђиван је различитим морфолошким процесима, а понајвише терасним (у три терасна нивоа), термалним, крашким, кластокрашким и рецентним облицима. У ствари Нишка Бања лежи у басену који је дело флувијалних акција, које су у више махова оживљавала.
Специфичност морфопластике ширег простора Нишке Бање је у томе што њен знатан део обликује термални рељеф. Главна нишко-бањска терма је „искакањем“ на горњој тераси исталожила седам до осам метара високу купу од бигра. Ова гејзерска купа, постојала је све до почетка изградње новог бањског купатила (1935), када је брежуљак уклоњен. Хемијски акумулативни облици рељефа настали су излучивањем из термалних раствора.
Крашки рељеф Нишке котлине заступљен је и у пределу Нишке Бање. Лијаски пешчари опасују кречњачки блок Коритњака, у чијем подножју и на странама лежи Нишка Бање, и изолују га од кречњачког масива Суве планине у посебну хидрогеолошку целину.
Брдо Коритњак представља типски предео покривен красом, у одмаклом стадијуму морфолошко-хидролошког развитка, на површини од око 2,5 km², на коме је откривено двадесетак вртача различитих димензија. Вртачасти крашки облици могу се наћи и у самој Нишкој Бањи. Тако се на бањском простору могу видети облици антропогене геоморфологије, на доњој тераси која се диже одсеком од нишавске равни високим 18 до 22 m, и на којој су постојала левкаста удубљења врела, веома богата калцијум-карбонатом који се таложио на њиховом ушћу, пошто се ту разливао.
Кречњачки блок Коритњак укљештен је између три раседа: Заплањског, на северозападу, Нишавског раседа на северу и Студенског раседа на североистоку. Дуж Студенског раседа усекао се Раутовачки поток, који има посебан утицај на квалитет вода термалних врела Нишке Бање.
И поред заштитних мера, на Коритњаку у рејону Нишке Бање на релативно малој површини, запажају се скоро сви денудивни облици, који наговештавају интензиван процес. Ови облици везани за антропогене објекте: путеве, насеља и обрадиве површине, према степену денудивности највише угрожавају југоисточни део Коритњака. Ту се претежно срећу процепи и пролоке, али и индуциране вододерине (четвртог степена денудивности), које за последицу имају напуштање обрадивих површина.

### Тектонске карактеристике
Сићевачка клисура се налази на јужнонишавском раседу (у непосредној близини Јелашничког и Кутинског раседа) којим је формиран јужни обод нишког терцијарног басена, који је јасно изражен и на северним странама Кованлука изнад Нишке Бање. Он се укршта са заплањским и студенским раседом, дуж којих је вршено спуштање терена и формирање неогених басена. У овој раседној зони избијају терме Нишке Бање. Геолошко-морфолошка разноврсност је једна од основних карактеристика овог подручја у коме преовлађујућу масу стена чине мезозојски кречњаци.

### Сеизмолошке карактеристике
У сеизмолошком погледу територија Нишке Бање, као и територија Суве планине у чијем се подножју она налази, спада у ред трусних области на подручју Србије. Овај део Балканског полуострва је део сеизмички веома активног подручја у области Медитеранско-трансазијског сеизмичког појаса. У сложеним раседним зонама под сувопланинским ободом и на простору Сићевачке клисуре и Нишке Бање повремено је изражена неотектонска активност. Она се манифестује у сеизмичким појавама са утицајима потреса на хидролошке карактеристике подземних и површинских вода и морфолошким променама рељефа. На разарање Нишке Бање у другој половини 19. века, утицало је чак 17 сеизмичких потреса (1851, 1855, 1858. и 1866).
Свакодневну егзистенцију простора Нишке Бање понекад је прилично реметио и „наставак” сеизмолошких активности. Исте су била с различитим интензитетом, готово у непрекидном низу година, посебно везано за следећа два уочљива периода од средине седме па до средине девете деценије 19. века. Јачи земљотреси су забележени 1867, 1868, 1869, 1870, 1871. и 1872, као и 1876, 1878, 1879, 1881, 1883, 1885. и 1886. године. И они су, као и претходни, свакако „оставили” незнатне или упадљиве последице на географију Нишке Бање и Нишке котлине у целини.
На сеизмолошкој карти хазарда региона, Нишка Бања (РСЗ 2010) за повратни период од 500 година налази се у зони VIIIº МСК скале.

## Климатске одлике
Просечна годишња температура ваздуха (11,74 °C) сврстава Нишку Бању и њену околину (нишку котлину) у пределе са умереноконтиненталном климом и најтоплије подручје Србије. Средња месечна температура у Нишкој Бањи, за период (1950—2009) показује правилан распоред са појавом једног истакнутог минимума у јануару и максимума који је готово истоветан током јула и августа, са средњом годишњом температуром од 11,74 °C. Најтоплији месец је јул са просечном температуром од 21,4 °C (и у просеку, топлији од августа за 0,2 °C), а најхладнији јануар са средњом температуром од -0,2 °C.
Зиме су у Нишкој Бањи дуге, али не превише хладне. Трају у просеку 99 дана са средњом температуром од 1,53 °C. Позитивна јануарска и висока средња зимска температура указује на општи карактер зиме у Нишкој Бањи. Међутим, не тако ретко могући су и краћи периоди са негативним температурама. Средњи број мразних дана није велики (77,2), али они се јављају од септембра до априла. Такође, није ретка ни појава ледених дана. Готово сваки четврти јануарски дан би се могао сврстати у категорију ледених дана.
Пролеће и јесен су у правом смислу у Нишкој Бањи прелазна годишња доба. Пролеће је дуже од јесени за осам дана, али јесен је топлија од пролећа за 0,2 °C.
Лето је у Нишкој Бањи дуго и топло. Траје 108 дана (15 дана дуже од календарског лета) са средњом температуром од 21,37 °C. Током јула и августа готово сви дани су са температуром изнад 25 °C (летњи дани), сваки други је тропски дан (учесталост је у августу 14,9 дана), а забележене су и тропске ноћи (3,7 дана).
| Средње температуре годишњих доба у Нишкој котлини (1950—2009) |         |          |          |          |
| Годишње доба                                                  | Зима    | Пролеће  | Лето     | Јесен    |
| Средња температура                                            | 1.53 °C | 11.87 °C | 21.37 °C | 12.07 °C |

Годишње у просеку падне 589,6 mm кише и снега по квадратном метру и буде у просеку 123 кишовита дана и 43 дана са снегом. Просечан број дана са снежним покривачем је 45,0, са маглом 13,7 и градом 1,1.
Просечни ваздушни притисак је 992,74 милибара.
Ваздушна струјања на територији Нишке Бање су нормално заступљена, без екстремних и изразито рушилачких карактеристика са просечном брзином ветра нешто мањом од 3 бофора. Претерано високи и ударни термички износи у летњем периоду, ублажени су константним ваздушним струјањима и повољном изменом долинског и планинског ваздуха са падина Суве планине и Коритњака и нишавске долине из правца Сићевачке клисуре. Из истих разлога и појава магловитости на подручју Нишке Бање није типично; а уколико се и манифестује везана је скоро углавном за зимски период и доста узан долински појас око реке Нишаве. У току године у Нишкој Бањи је просечно 57,7% дана са ветром, а 42,3% дана су тисане.
Најизраженији су северозападни и западни ветар, који доносе захлађење и падавине, затим следе североисточни и источни ветар (Кошава), затим јужни и југоисточни, који не испољавају већу снагу, и у исто време доносе топлоту. Северни ветар, нишкобањском крају доноси највећи пад температуре. У Нишкој Бањи је, од свих ветрова, најмање заступљен северозападни ветар.
Максимална икад забележена температура у Нишкој Бањи била је 44,2 °C 24. јула 2007, а најнижа -23,7 °C 25. јануара 1963. Максимална количина падавина регистрована је 5. новембра 1954. и износила је 76,6 mm. Највећа дебљина снежног покривача износила је 62 cm, од 23. до 25. фебруара 1954.
Климатске промене Ниша и Нишке Бање прати метеоролошка станица која се налази у нишкој тврђави на 202 метра надморске висине и која бележи податке о времену од 1889.
Средње температуре и количине падавина за период од 1961. до 1990. приказане у следећој табели за Град Ниш идентичне су и за Нишку Бању:
| Клима Ниша (просек 1961—1990) | Клима Ниша (просек 1961—1990) | Клима Ниша (просек 1961—1990) | Клима Ниша (просек 1961—1990) | Клима Ниша (просек 1961—1990) | Клима Ниша (просек 1961—1990) | Клима Ниша (просек 1961—1990) | Клима Ниша (просек 1961—1990) | Клима Ниша (просек 1961—1990) | Клима Ниша (просек 1961—1990) | Клима Ниша (просек 1961—1990) | Клима Ниша (просек 1961—1990) | Клима Ниша (просек 1961—1990) | Клима Ниша (просек 1961—1990) |
| Показатељ \ Месец             | .Јан.                         | .Феб.                         | .Мар.                         | .Апр.                         | .Мај.                         | .Јун.                         | .Јул.                         | .Авг.                         | .Сеп.                         | .Окт.                         | .Нов.                         | .Дец.                         | .Год.                         |
| ----------------------------- | ----------------------------- | ----------------------------- | ----------------------------- | ----------------------------- | ----------------------------- | ----------------------------- | ----------------------------- | ----------------------------- | ----------------------------- | ----------------------------- | ----------------------------- | ----------------------------- | ----------------------------- |
| Средњи максимум, °C (°F)      | 3,8 (38,8)                    | 7,1 (44,8)                    | 12,3 (54,1)                   | 18,0 (64,4)                   | 22,9 (73,2)                   | 25,9 (78,6)                   | 28,0 (82,4)                   | 28,5 (83,3)                   | 24,8 (76,6)                   | 18,9 (66)                     | 11,7 (53,1)                   | 5,4 (41,7)                    | 17,3 (63,1)                   |
| Просек, °C (°F)               | −0,2 (31,6)                   | 2,5 (36,5)                    | 6,7 (44,1)                    | 11,9 (53,4)                   | 16,6 (61,9)                   | 19,5 (67,1)                   | 21,3 (70,3)                   | 21,1 (70)                     | 17,2 (63)                     | 11,9 (53,4)                   | 6,4 (43,5)                    | 1,7 (35,1)                    | 11,4 (52,5)                   |
| Средњи минимум, °C (°F)       | −3,5 (25,7)                   | −1,3 (29,7)                   | 1,8 (35,2)                    | 6,1 (43)                      | 10,4 (50,7)                   | 13,4 (56,1)                   | 14,5 (58,1)                   | 14,4 (57,9)                   | 11,1 (52)                     | 6,5 (43,7)                    | 2,4 (36,3)                    | −1,4 (29,5)                   | 6,2 (43,2)                    |
| Количина падавина, mm (in)    | 41,3 (16,26)                  | 40,3 (15,87)                  | 45,3 (17,83)                  | 51,3 (20,2)                   | 66,7 (26,26)                  | 69,7 (27,44)                  | 43,6 (17,17)                  | 43,3 (17,05)                  | 43,6 (17,17)                  | 34,1 (13,43)                  | 56,8 (22,36)                  | 53,6 (21,1)                   | 589,6 (232,13)                |
| [ тражи се извор ]            |                               |                               |                               |                               |                               |                               |                               |                               |                               |                               |                               |                               |                               |

Захваљујући оваквим карактеристикама климе, Нишка Бање и њена околина, према термичким показатељима, имају велики потенцијал у погледу развоја туризма, нарочито излетничког и рекреационог. Излетничка сезона траје 206 дана, а купалишна и рекреациона (на отвореним просторима) 88 дана.

## Термалне појаве и извори
Термоминерални извори Нишке Бање избијају на јужном ободу Нишке котлине под висовима Коритњака (808 m), крајњем западном огранку Суве планине. Они су у раседној зон, ограниченој северним странама кретацејских кречњака Кованлука. Ти су кречњаци испресецани многобројним дијаклазама испуњени белим калцитским жилицама. У самој Нишкој Бањи на нишавској тераси застрвени су дебелим слојем бигра, чија је просечна дебљина наслага око 10 m, али местимично и до 20 m.
У термалном подручју Нишке Бање, око Коритњака, утврђени су раседи (са свих страна осим са оне која се веже за Суву планину). Ту почиње, и сноп заплањских раседа правцем северозапад—југоисток, дуж којих је спуштена Заплањска котлина.
Најиздашнији извори Нишке Бање избијају на „подмлађеним бањским раседима“; терма Сува бања на студенском; Главно врело на укрштању тог и заплањског раседа. Сем ових, у разбијеном изворишту термалне зоне Нишке бање, уочена је појава и других извора; врела Мало грло (око 320 m источно од Суве бање) и повременог, врло слабог термалног извора Авуз (каптираног у у данашњој Школској чесми).
Истраживања су указала да термалне терасе нису постале само таложењем бигра из воде главног врела, већ и из других извора на загату. Нови профили бигрених салива, откривени просецањем приступног пута за нишкобањску пећинску терму 1968. потврђују, да се на релативном загату, истицање термоминералне воде вршило из низа извора вероватно на целом нишкобањском подножју Коритњака.
Од термалнокрашких извора Нишке Бање потиче термални водоток, дужине око 80 m (кроз средишњи део Бање), по коме је Нишка Бања поодавно позната. У 19. веку и касније, хидроенергија овог водотока била је искоришћена за непрекидни рад неколико воденица, а топла вода за гајење пиринча,, потапање конопља, прање поњава и веша, купање сиромашног становништва, а нешто касније и аутомобила моторизованих Нишлија. Око 1930. нишкобањске воденице, на овом потоку, млеле су око 20 вагона брашна. Ове воденице биле су од великог значаја за мештане, нарочито зими, када су све воденице поточаре биле замрзнуте. Тако је термална вода Нишке Бање окретала непрекидно и снажно током целе године тешко воденично камење. Изградњом хотела „Радон“, на овом термалном водотоку који по количини воде спада у највеће на бањским водама Србије, на одсеку бигрене терасе испред самог хотела изграђен је украсни водопад (види слике).

### Порекло термалних вода
На основу геолошких и хидрогеолошких истраживања, претпоставља се да је термална вода Нишке Бање вадозна, метеорска вода са слива Суве планине која понире у веће дубине где се загрева, па поново избија на површину користећи Нишавски расед.
Сабирну област вода Нишке Бање представља појас који се пружа између Студеничког и Заплањског раседа правцем северозапад-југоисток на дужини од око 50 km и површина око 150 km². Највећи део сабирне области чине лијаски пешчари, који су покривени интензивно скрашћеним кречњацима Суве планине и Коритњака.
У дубину, ова вода продире до контакта црвених пешчара и шкриљаца који је испред Нишавског раседа на дубини од око 1500 m, на којој се вода, уз лагано кретање, може да загреје до преко 50 °C. Сабирна област у јужном делу налази се на 2.000 m изнад овог контакта, те је вода на раседу под довољним хидростатичким притиском да се попне до површине. Приликом пењања, вода се расхлађује услед прилива хладније воде из виших хоризоната пешчара и хладне крашке воде.
Тек почетком 20. века доказано да је топла вода Нишке Бање минерална, јер поред алкалија садржи и минималне количине гвожђа, алуминијума, сулфата, нитрата и бората. Због свега тога уврштена је у акратотерме. Међутим, права балнеолошка вредност Нишке Бање била је непозната до 1909, када је радиоактивност установио др Марко Леко.

## Карактеристике термалних врела Нишке Бање
Вода из извора Нишке Бање истиче као мешавина топле и хладних компонената, од чије размере зависи њена издашност и температура. Лековита минерална вода у Нишкој Бањи користи се из три извора различите температуре и радиоактивности:
Главно врело
На коти 248,47 на стени око 2,5 метра испод површине терена налази се Главно врело, главни бањски објекат са првобитном римском каптажом, изведеном у виду куполастог бунара озиданог у слојевима од опеке и бигра, из које одоздо избија топла вода и пење се под врх куполе. Главно врело спада међу најиздашније хомеотермне српске бањске изворе, са минималним протицајем воде од 35 l/sec и температуром воде од 38,2° до 38,5°С. Садржај минерала у води је незнатан. Суви остатак је 0,286 g/1 при температури 37,3 °C. Вода са Главног врела припада радиоактивним хомеотермама, чија радиоактивност износи 10,53 до 13,4 Махових јединица. Лековито својство вода ове терме потиче од радона и микроелемената.
Главно врело снабдева водом: Старо купатило (базен број 3) које потиче из седамнаестог века, Главно купатило (базене број 1 и 2), изграђено 1932, и купалишне објекте новијег датума: „Озрен“, „Зеленгора“, „Радон“ и „Терме“, изграђене у другој половини 20. века.
Сува бања
Врело Сува бања јавља се на укрштању Нишавског и Студенског раседа, 300 м југоисточно од „Главног врела“ и првобитно се појављивало само повремено, после отапања снега и обилних пролећних киша, као млаки извор, на коти за око 30 м вишој од „Главног врела“ (кота 274). Зато је пећинска терма Сува бања, окарактерисана као пример привидног пресушивања врела у крашким теренима (па отуда и потиче њен назива). Објашњава се бифуркацијом подземног тока који „храни врело“, битним процесом морфолошко-хидролошке еволуције крашких терена. Због таквог хидротермалног механизма раније је ова снажна пећинска терма била псеудопериодски извор, јер је за време ниског стања цео подземни ток отицао каналом и избијао на нижим сталним изворима.
Хидротехнички је 1931. отворењем улаза у пећину и спуштњем нивоа прелива, тј сифонског лакта, за око 70 m испод коте истицања врела, односно преко 40 m испод корита реке Нишаве, повремени извор Сува бања постао је стални извор са температуром воде за неколико степени нижом од температуре Главног врела. Радиоактивност воде овог извора је нижег степена, а минерални састав сличан осталим. Године 1931. се приступило изградњи „Хладног купатила“ (базен 5) за лечење болесника са лабилним нервним системом.
После Другог светског рата извор Сува бања поново пресушује, па је по пројекту професора Пећинара (1956) извршено друго спуштање излива Сува бања за 8,5 м, на коту 265,70, чиме су настале промене у крашком хидрауличком систему Главно врело-Сува бања. У новонасталом хидролошком режиму врела Сува бања, минимални дотицај воде у сушном периоду износи 25 литара у секунди и температуром воде око 39 °C, и максималним дотицајем у кишном периоду и након топљења снега од око 500 лит/сек са температуром воде око 11 °C.
Врело Сува бања даје од 14 до 42 литра воде у секунди, чија температура варира од 12 °C до 39 °C. Воде са овог врела припадају радиоактивним хомеотермама. Радиоактивност се креће између 5,96 и 6,75 Махових јединица. Радиоактивност је највећа при максималној температури воде Суве бање.
Школска чесма
Врело Школска чесма (код старе школе, одатле и назив), чија је издашност 2,5 литара у секунди, а температура воде од 17°-19 °C. Њена радиоактивност достиже д 36,38 до 54,70 Махових јединица, због чега се вода са овог извора користи само за пиће. Врело Школска чесма спада међу најрадиоактивније изворе воде у Србији чија радиоактивност не зависи од метеоролошких прилика.
Због неуједначеног прилива воде са врела Сува бања 1958. извршено је довођење воде овог врела до Главног врела и на том саставу уграђен је привремени раздељивач за мешање ових двеју вода са преливом за сувишне воде. Тиме је омогућено уједначење температуре воде између 39 °C колико износи на Главном врелу и температуре воде Суве бање која се креће између 12° и 37 °C. Преко три одвода раздељивачем је омогућено снабдевање купатила водом са три температуре.
Вишегодишњим упоредним метеоролошким и хидролошким осматрањима констатовано је да је термална компонента бањске воде стална и по температури и по издашности, а да промене настају услед променљивости хладних крашких компонената, чије количине зависе од атмосферских падавина у сливном (сабирном) подручју Суве планине и Коритника.
Мерења спроведена од 1931. до 1999. године показала су да је максимална температура воде „Главног врела“ износила 41,3 °C, а минимална 19 °C, док су се температура воде врела Сува бања кретале између 39,4 °C и 11 °C.

### Карактеристике термалних вода Нишке Бање
Термалне воде радонских олигоминералних извора Нишке Бање сачињавају три компоненте: топла, хладна стална и хладна повремена (бујично-крашка) компонента. Воде термалних радонских олигоминералних извора, главног врела и Суве бање су истог порекла, што се види по хемијском саставу, количини радијум еманације, по температури и месту избијања.
Од посебног значаја је чињеница да је спектрохемијском анализом 1956. први пут констатовано присуство микроелемената, олигоминерала, рубидијума и цезијума у термалној води Нишке Бање. Присуство олигоминерала у термалној води, поред балнеолошке вредности, има посебан значај за изучавање порекла термалне воде Нишке Бање.
Према категоризацији из 1997. природне олигоминералне воде из Главног извора Нишке Бање припадају категорији калцијум-хидрокарбонатних, радонских олигоминералних, хипертермалних вода.
Бањска вода, према савременим истраживањима у себи садржи - алкалне карбонате са тврдоћом 5,0, и pH 7,4, натријум хлорид 0,90 mg/lit, натријум сулфат, калцијум карбонат, магнезијум карбонат, силицијум-диоксид, оксид гвожђа и алуминијума, слободну угљену киселину, литијум 0,022 mg/lit, цезијум 0,01 mg/lit, стронцијум 0,22 mg/lit.
Радиоактивност вода Нишке Бање је од 2,85 до . Термалне воде Главног врела Нишке Бање садржи веома малу концентрацију радијума, који је у овој води могао бити одређен тек после упаравања веће количине воде. Добијена вредност износи око 3,8.10−12 g/lit, и значајно је мања од садржаја радијума у другим водама. Скоро сва радиоактивност воде Главног врела потиче од садржаја радона и креће се око 4. (концентрација радона у овој води мења се у току разних периода режима овог врела). Према томе, може се закључити да у овој води не постоји радиоактивна равнотежа између радијума и радона. Вода има несразмерно више радона него што би према условима равнотеже требало да има. Вода Главног врела се делом растура и после подземног тока кроз радиоактивни терен она избија на више места низводно дуж потока Главног врела. Концентрација радона у води ових извора је знатно већа и на једном од извора код „Школске чесме“ она достиже вредности 40.. Истраживањима је доказано да ове воде потичу од Главног врела а да су се накнадно активирале радоном проласком кроз терен који садржи радијум који након радиоактивне трансформације перманентно прелази у радон.

## Тло и вегетација
У погледу састава тла и размештаја вегетације на ширем простору Нишке Бање, доминирају, шуме, пашњаци, виногради, баште и воћњаци. Климатске условљености „наметале“ су и заступљеност неких врста субмедитеранског биља на овом простору. У времену од 1870. до 1878. а негде и до 1880. године, и касније, велики комплекси шума и лугова постојали су у сливу Јелашничке реке. У шумама тог међупланинског предела, уклопљеног између Суве планине и Куновичке површи, главно шумско дрво била је буква, затим храст, габрић, клен (кун), јасен и јоргован. Букових шума било је и у долини Куновице. На шумским пропланцима биле су честе обложине - шумски пашњаци на којима је напасана стока. Обложине су постепено разорене каснијом девастацијом природне вегетације, индуцираним вододеринама (четвртог степена денудивности). У новије време њеном регенерацијом, аграрном економском специјализацијом и урбанизацијом, видно је измењен предео географског лика Нишке Бање, тако што на већем делу простора и околине, доминирају шуме, виноградарске и воћарске зоне и баште.
У нижим деловима Нишке Бање, око Нишаве заступљено је приречно дрвеће: врба, топола, јова и лужњак. У подбањској зони обрадиво земљиште чине гајњаче створене од јако карбонатне иловаче, песковите иловаче, песковито глиновите и лесолике иловаче.
У зонама побрђа Нишке Бање природна шумска вегетација највише је заступљена у сектору Коритњака. Шума припада климатогеној шуми сладуна и цера са грабићем (Carpino orientalis – Quercetum frainetto-cerris), која одговара овдашњим вегетацијским макроклиматским условима. Карактеристичних биоценоза подпровинције медитеранских планинских камењара и пашњака има у источном делу Нишке Бање и изнад Јелашничка клисура, на надморској висини од око 800 m.
Централни простор Нишке Бање, око купалишног комплекса, покривају разне биљне заједнице. Дрвенаста вегетација покрива пошумљене просторе, дрворедима багрема, јасена, липе, дуда, ораха и црног бора, јоргована, а лепо сређене паркове травњаци и цветне алеје са бројним украсним биљкама произведеним у локаном расаднику у Нишкој Бањи.

## Демографија
Према турским изворима из 1498. Нишка Бања се први пут помиње као село Бања, у саставу Нишке нахије. У њој је тада било 31 хришћанска кућа, четири неожењена мушкарца и једна удовица. Борислав Андрејевич тврди: „Ако је свака пописана кућа имала по осам чланова, а удовичко домаћинство по четири, у том случају Бања је бројала 265 становника. Ради упоређења те године Ниш је био само неколико пута већи од Бање са 95 хришћанских кућа, 17 неожењених и 32 удовичке куће“.
Према турском попису нахије Ниш из 1516, Нишка Бања је била једно од 111 села нахије и носило је назив Бања, а имала је 25 кућа, 1 удовичко домаћинство, 5 самачка домаћинства.) Године 1536, у Бањи је било 20 кућа, 5 неожењених и један неспособан.
По попису из 1564. Бања је спадала у групу села са 10 до 20 кућа. Нагло опадање броја становника у односу на попис из 1498. карактеристично је за сва села Нишке нахије. Један од разлога свакако је била куга, која је, по анонимном дубровачком хроничару, 1516. погодила целу Турску, а други бежање становништва од турског зулума.
Према подацима о пореским давањима из 1572. године Бања је тада имала 12 кућа и 2 неожењена мушкарца.
Године 1710, Бања је „испуштена“ из пописа, јер је била пуста.
Читлук у Бањи настао је у првој половини 18. века, после Београдског мира (1739) од када је почело масовно читлучење читавих села око Коритњака. Све до тог времена српско село Бања није обновљено, с обзиром на то да обнављању није погодовало све веће присуство Османлија у њој и положај крај Цариградског друма, којим су харали многи османски одметници. Српско становништво заселио је поново џамбас-баша хаџи-Мустафа. „Његове чифчије у Бањи мора да су били сточари, јер им је господар израдио бујурулдију да су прости од намета“ због тога што поменуто селиште нема чаира и пашњака. „Правни положај становника Бање био је заснован на њиховој обавези да поправљају мост у Нишу.“ Из овога се посредно може извући закључак да је и ранија Бања била управо на простору Кованлука, што није без основа, с обзиром на то да је становништво одатле у случају опасности могло да се повуче у шуме према Коритњаку или Радикиној бари.
После више деценија (1878) у Бањи је пописано 40 кућа и 259 становника.
У периоду између 1948, када је обављен први попис после Другог светског рата, и 2002. број становника Нишке Бање увећао се за више од четири пута. На ободним деловима Нишке Бање, око железничке станице и дуж јелашничког пута, као и на раутовском путу изнад врела Сува бања, настанила су се домаћинства из Раутова, Коритњака, али и других околних насеља и градова, што је значајно увећало број становника и домаћинстава Нишке Бање.
У насељу Нишка Бања на почетку 21. века живи 4.437 становника, а просечна старост становништва износи 40,3 година (39,5 код мушкараца и 41,0 код жена). У насељу има 1.494 домаћинства, а просечан број чланова по домаћинству је 3,0. Апсолутни број домаћинстава у Нишкој Бањи константно се повећавао од пописа до пописа. Пораст становништва у периоду 1948—2002. повећао је и број домаћинстава са 248 у 1948. на 1.494 у 2002. са индексом 117,07 који је у том периоду виши од републичког просека (104,3).
Ово насеље је великим делом насељено Србима (према попису из 2002. године), а у последња три пописа, примећен је пораст у броју становника.
Према првим резултатима пописа становника Нишке Бање из 2011; Од 4.347 пописаних становника, у бањи је стално живело 4.180 а у иностранству 120 . У 2.048 пописаних станова у Нишкој Бањи живи 1.429 домаћинстава, са просечно 3,04 чланова. По први пут од 1948. у Нишкој Бањи је забележен пад броја становника, за око 1,9% и домаћинстава за око 4,3%, у односу на попис из 2002. године.

|             | \| Демографија[51] \| Демографија[51] \| Демографија[51] \| \| Година \| Становника \| Становника \| \| --------------- \| --------------- \| --------------- \| \| 1948. \| 910 \| \| \| 1953. \| 1.168 \| \| \| 1961. \| 1.991 \| \| \| 1971. \| 3.131 \| \| \| 1981. \| 3.854 \| \| \| 1991. \| 4.179 \| 4.081 \| \| 2002. \| 4.437 \| 4.507 \| \| 2011. \| 4.380 \| \| \| 2022. \| 3.821 \| \| |            |
| Демографија | |            |
| Година      | Становника | Становника |
| 1948.       | 910 |            |
| 1953.       | 1.168 |            |
| 1961.       | 1.991 |            |
| 1971.       | 3.131 |            |
| 1981.       | 3.854 |            |
| 1991.       | 4.179 | 4.081      |
| 2002.       | 4.437 | 4.507      |
| 2011.       | 4.380 |            |
| 2022.       | 3.821 |            |

| Етнички састав према попису из 2002.‍ | Етнички састав према попису из 2002.‍ | Етнички састав према попису из 2002.‍ | Етнички састав према попису из 2002.‍ | Етнички састав према попису из 2002.‍ |
| ------------------------------------ | ------------------------------------ | ------------------------------------ | ------------------------------------ | ------------------------------------ |
|                                      |                                      |                                      |                                      |                                      |
| Срби                                 | Срби                                 |                                      | 4.270                                | 96,23%                               |
| Роми                                 | Роми                                 |                                      | 108                                  | 2,43%                                |
| Бугари                               | Бугари                               |                                      | 8                                    | 0,18%                                |
| Македонци                            | Македонци                            |                                      | 7                                    | 0,15%                                |
| Црногорци                            | Црногорци                            |                                      | 6                                    | 0,13%                                |
| Хрвати                               | Хрвати                               |                                      | 6                                    | 0,13%                                |
| Украјинци                            | Украјинци                            |                                      | 1                                    | 0,02%                                |
| Муслимани                            | Муслимани                            |                                      | 1                                    | 0,02%                                |
| Мађари                               | Мађари                               |                                      | 1                                    | 0,02%                                |
| непознато                            | непознато                            |                                      | 23                                   | 0,51%                                |

| \| \| м \| \| \| ж \| \| ? \| 19 \| \| \| 23 \| \| 80+ \| 40 \| \| \| 42 \| \| 75—79 \| 54 \| \| \| 86 \| \| 70—74 \| 101 \| \| \| 115 \| \| 65—69 \| 138 \| \| \| 131 \| \| 60—64 \| 126 \| \| \| 158 \| \| 55—59 \| 133 \| \| \| 117 \| \| 50—54 \| 162 \| \| \| 166 \| \| 45—49 \| 164 \| \| \| 167 \| \| 40—44 \| 191 \| \| \| 162 \| \| 35—39 \| 136 \| \| \| 176 \| \| 30—34 \| 127 \| \| \| 141 \| \| 25—29 \| 139 \| \| \| 142 \| \| 20—24 \| 127 \| \| \| 168 \| \| 15—19 \| 154 \| \| \| 135 \| \| 10—14 \| 146 \| \| \| 131 \| \| 5—9 \| 125 \| \| \| 101 \| \| 0—4 \| 106 \| \| \| 88 \| \| Просек : \| 39,5 \| \| \| 41,0 \| |      |  |  |      |
| |      |  |  |      |
| | м    |  |  | ж    |
| ? | 19   |  |  | 23   |
| 80+ | 40   |  |  | 42   |
| 75—79 | 54   |  |  | 86   |
| 70—74 | 101  |  |  | 115  |
| 65—69 | 138  |  |  | 131  |
| 60—64 | 126  |  |  | 158  |
| 55—59 | 133  |  |  | 117  |
| 50—54 | 162  |  |  | 166  |
| 45—49 | 164  |  |  | 167  |
| 40—44 | 191  |  |  | 162  |
| 35—39 | 136  |  |  | 176  |
| 30—34 | 127  |  |  | 141  |
| 25—29 | 139  |  |  | 142  |
| 20—24 | 127  |  |  | 168  |
| 15—19 | 154  |  |  | 135  |
| 10—14 | 146  |  |  | 131  |
| 5—9 | 125  |  |  | 101  |
| 0—4 | 106  |  |  | 88   |
| Просек : | 39,5 |  |  | 41,0 |

| Година пописа     | 1948. | 1953. | 1961. | 1971. | 1981. | 1991. | 2002. |
| ----------------- | ----- | ----- | ----- | ----- | ----- | ----- | ----- |
| Број домаћинстава | 248   | 325   | 594   | 912   | 1.225 | 1.337 | 1.494 |

| Број чланова      | 1   | 2   | 3   | 4   | 5   | 6  | 7  | 8 | 9 | 10 и више | Просек |
| ----------------- | --- | --- | --- | --- | --- | -- | -- | - | - | --------- | ------ |
| Број домаћинстава | 253 | 388 | 302 | 366 | 104 | 54 | 24 | 1 | 2 | 0         | 2,97   |

| Пол    | Укупно | Неожењен/Неудата | Ожењен/Удата | Удовац/Удовица | Разведен/Разведена | Непознато |
| ------ | ------ | ---------------- | ------------ | -------------- | ------------------ | --------- |
| Мушки  | 1.811  | 473              | 1.184        | 99             | 51                 | 4         |
| Женски | 1.929  | 371              | 1.216        | 256            | 83                 | 3         |
| УКУПНО | 3.740  | 844              | 2.400        | 355            | 134                | 7         |

| Пол    | Укупно                    | Пољопривреда, лов и шумарство | Рибарство                            | Вађење руде и камена | Прерађивачка индустрија       |
| ------ | ------------------------- | ----------------------------- | ------------------------------------ | -------------------- | ----------------------------- |
| Мушки  | 819                       | 20                            | 5                                    | 0                    | 280                           |
| Женски | 653                       | 11                            | 0                                    | 2                    | 160                           |
| Укупно | 1.472                     | 31                            | 5                                    | 2                    | 440                           |
|        |                           |                               |                                      |                      |                               |
| Пол    | Производња и снабдевање   | Грађевинарство                | Трговина                             | Хотели и ресторани   | Саобраћај, складиштење и везе |
| Мушки  | 8                         | 35                            | 128                                  | 32                   | 80                            |
| Женски | 0                         | 7                             | 131                                  | 37                   | 20                            |
| Укупно | 8                         | 42                            | 259                                  | 69                   | 100                           |
|        |                           |                               |                                      |                      |                               |
| Пол    | Финансијско посредовање   | Некретнине                    | Државна управа и одбрана             | Образовање           | Здравствени и социјални рад   |
| Мушки  | 3                         | 32                            | 50                                   | 24                   | 70                            |
| Женски | 8                         | 23                            | 17                                   | 45                   | 152                           |
| Укупно | 11                        | 55                            | 67                                   | 69                   | 222                           |
|        |                           |                               |                                      |                      |                               |
| Пол    | Остале услужне активности | Приватна домаћинства          | Екстериторијалне организације и тела | Непознато            | Непознато                     |
| Мушки  | 23                        | 0                             | 0                                    | 29                   | 29                            |
| Женски | 27                        | 0                             | 0                                    | 13                   | 13                            |
| Укупно | 50                        | 0                             | 0                                    | 42                   | 42                            |

## Историја
Као организовано бањско-климатолошко лечилиште, Нишка Бања не само да има дубоке корене у прошлости, већ и бројне успоне и падовима, у зависности од смена цивилизација на простору Балкана и данашње Источне Србије. Географски положај и обиље лековите хомеотермне воде, привлачили су интересовање разних народа, како оних који су је градили, тако и оних који су је разарали.

Према расположивим подацима из литературе, прво насеље на садашњој локацији Нишке Бање постојало је још пре нове ере, у доба Келта, углавном око изворишта топле лековите воде.
У средњем веку склањајући се од најезде Турака, становништво Нишке Бање напустило је тај простор и своје уточиште нашло у источном делу Коритњака, близу истоименог села, где је основано насеље под називом „Стара Бања“.
Интензиван развој Нишке Бање почео је двадесетих година 20. века када се становништво са простора „Старе Бање“ поново вратило на садашњи простор, и када је Нишке Бање први пут добила статус општине (1920).
Од 1930. до 1958. Нишка Бања доживљава значајан пораст броја становника, приливом људи из градова Источне Србије, и руралних насеља у околини, који у потрази за послом и бољим животом све више насељавају ненасељене просторе Нишке Бање.
Након што је једно време била у саставу Општине Ниш, Нишка Бања је 2000. године, након реорганизације градске власти у Нишу, поново добила статус општине. Овога пута као Градска општине Града Ниша, и административни центар југоисточног простора Нишке котлине на површини од 147 km² на коме је према Попису из 2011. живело 14.819 становника. Ова реорганизација локалне самоуправе у Нишкој Бањи у првој деценији 21. века покренула је процесе њеног даљег и убрзаног развоја.

### Праисторија и стари век
Нишка Бања је један од најстаријих културних локалитета у околини Ниша — археолошки налази потврђују да је на овој територији постојало мало насеље још у праисторији. У бигреном усеку депанданса „Радон“, 1972. откривен је Неолитски слој (керамика) који датира из периода 3300 до 3400 година пре нове ере . Из бронзаног доба, нађене су керамика, урне и камени чекић, док о животу у гвозденог доба на овој територији сведоче наруквица од бронзе, керамичке посуде са орнаментима, гвоздене секире.
Како на простору Нишке Бање, до данас, нису вршена опсежна и планска археолошка истраживања, бројни предмети из праисторије налажени су случајно у току изградње инфраструктурних објеката, депанданаса и купатила лечилишног комплекса и других земљаних или пољопривредних радова. Зато Јовица Васић у својим истраживањима наводи „да се по њивама у атару Нишке Бање, и данас могу наћи делови керамичких посуда у великом броју, као и по која алатка од камена и костију“.
У току изградње хотела „Миленковић” (данас хотел „Партизан”) 1935. ископано је шест дечјих гробова, који највероватније потичу из 4. века, са каменим саркофазима прекривеним двосливним покровом. У каменим саркофазима је пронађено више примерака златних алки (минђуша), са привесцима од златног лима или без њих.
На простору данашњег главног парка откривени су и остаци насеља из халштатског доба и рановизантијске гробнице с краја 5. века или почетка 6. века, са две калоте, које веома личе гробницама са две калоте у некрополи у Јагодин-мали у Нишу, од којих је једна укомпонована у састав хотела „Радон“ током његове изградње.
Још од давно прошлих времена, из римског утврђења у оквиру прастарог Naisusa пружао се ка истоку и надомак античке Нишке Бање, познати војни пут – (лат. Via Militaris), који је чинио знамениту античку трасу (лат. via publica, agger publicus, strata publica) којом су се, и у најзападнијем простору Понишавља, савлађивала одређена територијална одстојања. Са „стратегијског и трговачког гледишта ова траса била је најважнији путни правац Балканског полуострва“ још у ранијим друштвеним периодима, па су бројни истраживачи закључили „да се у нешто ближој прошлости, као и у знатно старијим временима, још у античко доба, за Нишку Бању и лековите воде, знало и изван локалне средине“ Главни разлог је био у томе што су бањске терме Нишке Бање биле „природом локализоване“ поред значајног пута, који је „ за дуго време чинио једини спој између античког и постантичког Запада и Истока.”
При ископавању темеља за подизање хотела „Озрен“, пронађени су остаци римског купатила из 1. века и стари новац из 3. века који је коришћен за време владавине цара Хадријана.
Сазнања о лековитим својствима извора Нишке Бање према расположивим подацима, потичу из 362. и била су позната старим Римљанима, који су у 2. веку, каптирали главно врело и изградили купатило са два базена од разнобојног мермера. У њихово време цела површина садашњег парка била је под вилама, а међу њима се налазило велико купатило, са добро изведеном каптажом над главним врелом. Каптажа и сада, после толико векова, добро служи.
У време владавине цара Константина и његових наследника, у царском насељу Медијана постојало је купатило у које је посебно изграђеним аквадуктом дотицала благотворна бањска вода.
Период развоја Нишке Бање у оквиру римске цивилизације која је неговала култ воде и обилато користила благодети лековите бањске воде, нагло је прекинут варварском најездом Хуна 441. под Атилом. Тако у 5. веку са простора нишке котлине нестају велелепне тековине цивилизације: Наисус, Медијана и термални извори Нишке Бање.

### Средњи век и Османско царство
Након бројних најезда; прво Хуна у 5. веку, затим Авара и Словена који су пре него што су се трајно настанили у Нишкој котлини, у почетку на свом путу пустошили насеља у 6. и 7. веку, потом Бугара у 9. и 10. веку, затим Византије од 10. до 13. века, срушене терме Нишке Бање, временом је покрила земља и растиње и настало је „глуво доба“ Нишке Бање.
Лечилиште је запостављено, скоро кроз читав средњи век, а према једном запису из времена Стефана Немање, неискоришћена бањска вода отицала је све до Нишаве кроз урасли шевар у коме су се људи купали под ведрим небом, све до 16. века, када Османско царство (које влада српским земљама од 14. до 19. века) поново ревитализује Нишку Бању.
Током ранијег и познијег средњег века на „нишкобањском простору” одвијао се пешачки али и товарни и колски саобраћај у оба смера; од ондашњег средњовековног Ниша кроз Понишавље ка истоку (Стамболу) и обрнуто од турског Стамбола (истока) ка нишкој „насеобинској утврди”, а одатле надаље прастарим лат. Via militaris (ка северу) односно „негдашњом“ лат. via egnati (према југозападу). У турском добу овај пут је преименован у „Стамбул-ђол“ (Цариградски друм) а у најмлађе време турске владавине и у „Мидхат-пашин пут“ који је одговарао не само предузиманим војним походима и обављању запрежног и караванског (трговинског) саобраћаја, већ и другим похађањима. Њиме су се, па тиме и у простору Нишке Бање, одвијали походи многих царских посланстава и бројних дипломатских мисија. Туда су пролазили, и сви познати страни путници који су успутно, „у духу онога времена“, покаткад, доста времена проводили на простору бањских терми користећи њихове окрепљујуће благодети.
Године 1521, Нишка Бања је „одмориште“ турског цара Сулејмана I и његове војске на путу приликом освајања Београда. У једном запису наводи се да је Сулејман „у топлој бањи крај Ниша остао два дана „и да је и у каснијим походима остајао да ноћи у Нишкој Бањи“.
Према турском попису нахије Ниш из 1516, место је било једно од 111 села нахије и носило је назив Бања, а имало је 25 кућа, 1 удовичко домаћинство, 5 самачка домаћинства.

У средњем веку насеље је све више пропадало и све до средине 17. века на простору садашње Нишке Бање „биле су мочваре и баруштине које је правила вода са Главног врела „сам извор који се није видео услед густо израсле траве и осталог шибља закрчен рушевинама старог римског купатила избијао је из дубине између стања те му се није могло тачно одредити место... густа стара шума која је цео тај предео прекривала и чинила га скоро непроходним, стварала је полумрак и слабу видљивост“.
Нишка Бања је обновљена под турском влашћу у другој половини 17. века, када су Турци уочили вредности овог лековитог извора, на основу података да доста народа долази и тражи лека у његовим водама. Раскрчили су шуму, направили путеве до извора, који су оградили, и поред њега озидали базен за купање жена и мушкараца. Оба базена мушки и женски имали су само једног бањаџију (евнуха) који је истовремено био једини представник власти у женском базену. „Женска половина купатила била је одвојена високим зидом од мушког, и купачице штитио од очију мушкараца, који су их не тако ретко узнемиравали песмом и севдахом.“
Године 1663, Нишка Бања је у турским картама обележена као шесто коначиште на делу Цариградског друма од Софије до Ниша. Та чињеница указује да је у Нишкој Бањи постојао хан (каравансарај). У лето 1665, кроз Нишку Бању је прошао енглески путописац Џон Бурбури и забележио; „недалеко од Ниша налази се Нишка Бања са својим одличним купатилом, које се налази нешто даље од цесте, ту су се многи од нас окупали као што чине Турци који од свих елемената природе највише цене воду“.
У првој половини 18. века мухафиз Београда Јахја-паша Хатибзаде у Нишкој Бањи подигао је џамију (на простору код старе школе, који се још дуго после Турака звао „Џамијиште”), а уз њу и велики хан са продавницом. То посредно указује да је бањско лечилиште у 18. веку било веома посећено од Турака.
Тридесетих година 19. века на простору Нишке Бање постојала су два купатила осмоугаоног облика са прозорима на плафону, једно женско и једно мушко. У мушком купатилу осим базена постојале су и два мале пролазне просторије нека врста сауне или масаже. Иза купатила било је двориште са коњушницом и стражара за неколико турских жандарма.
Средином 19. века Нишка Бања је поново опустела, а у рушевинама су подигнуте стражаре и утврђења ради заштите цариградског пута. На разарање Нишке Бање у другој половини 19. века, највероватније утицало је чак 17 сеизмичких потреса (1851, 1855, 1858. и 1866), при чему је претпоследње поменути био нешто разорније моћи. О томе сведоче многи необјављени подаци из тог времена (1857—1861), сачувани, записи (старих турских) црквених књига са нишког подручја, у којима је било записано... да су у тадашњем Нишу од тог зимског земљотреса, џамије падале до викала...и...чешме водом пресушиле... Иста сеизмичка појава имала је одражаје и у Нишкој Бањи, будући да су се према истим записима и у њој ...дувари доста сломили, па је и она тада била са, ту и тамо, срушеним зградама чак до фундамента.

### Краљевина Србија и Југославија
По ослобођењу од турске владавине (1878) у бањи су затечена само два одвојена турска купатила за мушкарце и жене, као и неколико објеката за смештај болесника. Изградња угоститељских и смештајних објеката почела је око 1880.
Милан Шијачки заслуге за обнављање Нишке Бање приписује кнезу (касније краљу) Милану Обреновићу, „који је патио од тешког ишијаса, и који је тражећи лека, обишао готово све у то време познате Европске бање, али тек након купања у Нишкој Бањи нашао лек за своје патње. Како се кнез Милан после купања колима враћао у Ниш (јер у бањи није било удобног смештаја) покренуо је иницијативу и наговорио своје јувелире Захарија и Николу Поповића о потреби изградње једног удобнијег купатила којим би се и он лично користио“.
Београдски јувелири Захарија и Никола Поповић, послушали су кнеза Милана и откупили су 1880. земљиште око данашњег хотела „Озрен“ и на њему исте године подигли зграду са рестораном и купатилом са 12 мермерних када и исто толико соба за издавање гостима. Те године подигнута је и кафана „Ловац“, са десет соба за издавање. Потом су саграђене „Рашићева“ и „Зељак кафана“. Били су то први савремени смештаји за бањске госте, којих је 1898. било само 19. Од тада Нишка Бања постаје уређено насеље, са купатилима уз изворе топле и хладне лековите воде.
У Првом светском рату Ниш и Нишка Бања су под окупацијом немачких, аустроугарских и бугарских трупа које су повремено користили бању за лечење и купање својих војника.
Свестрани развој Нишке Бање након Првог светског рата започео је од 1921, када је утврђено да је вода радиоактивна,  а наставио се 1923, када је бригу о Нишкој Бањи преузела држава. Године 1926, др Ђорђе Михаиловић, срески санитарни референт, постављен је за бањског лекара. Њега је Бањска управа 1928. године упутила у Чехословачку на специјализацију из балнео-физикалне терапије. Тих године бања је имала два државна базена са собама за свлачење, једну приватну зграду са 18 кабина и кадама са топлом водом. Уз то бања је имала и три хотела са 44 соба, а у приватним вилама и сељачким кућама још око 60 постеља, или укупно око 100 соба са 250 кревета.
Када је 1930. бања повезана трамвајем са Нишом, створени су повољни услови за њен даљи напредак. Како је тарифа за превоз путника трамвајем од Ниша до Нишке Бање била знатно нижа од оне коју су наплаћивали таксисти и фијакеристи, број путника био је све већи. Тако су већ 1930. нишки трамваји, на релацији Ниш-Нишка Бања превалили 385.000 km и превезли 1.200.000 путника.
Након увођења трамвајског саобраћаја (16. новембра 1930) па све до Другог светског рата Нишка Бања је била велико градилиште. Никли су многи нови објекти за потребе бањског лечилишта, виле и хотели. Усвајањем Генералног регулационог план Нишке Бање, 1933, чији су аутори били архитекте Душан С. Миросављевић и Павле Лилер и регулационог план, заједно са грађевинским правилником, створени су битни предуслови за модерно уређење Нишке Бање. У овом послу велике заслуге имали су нови управник бање пензионисани пуковник Веља Атанасијевић, као и бањски лекар К. Панајотовић, али и бројни приватници који су у наредном периоду изградили лепе и укусне виле. После изградње новог купатила 1935. Нишка Бања је била у приватним рукама.
Крајем 30-их година 20. века када је бања означена као значајна „индиферентна, хомеотермна и радиоактивна бања“, 1937. имала је 4.400 посетилаца (83.740 купања), а 1938. око 6.000 посетилаца (118.425 купања).
Нагли развој Нишке Бање привукао је богате људе из Ниша и многих малих градова Србије, који су формирали елиту богатих и угледних грађана, и у Нишкој Бањи хтели да остваре своју економску моћ у архитектонским здањима различитих стилова. Без обзира да ли су то биле стамбене зграде или породичне куће, виле или хотели, они су настојали да укључе разне архитекте како би им помогли да своје идеје претворе у реалност. Тако на простору Нишке Бање познати београдски архитекти стварају ремек дела оног периода у духу Модерне, као што су Б. Којић (вила „Ерна“) П. Лилер (стационар „Зеленгора“ 1933) итд.
Тако су у том (предратном периоду) у Нишкој Бањи, од 1927. па до почетка Другог светског рата изграђене 22 виле. Поред већ наведених изграђене су и вила „Теокаревић“, вила „Зоне“ (Драгише Цветковића), вила „Јела“, и више већих објеката који су и дан данас у функцији и од значаја за Нишку Бању. Од 1932. до 1935. саграђена су и два хотела „Србија“ (1932) и „Партизан“ (1935).
Почетком Другог светског рата Нишка Бања је располагала са 510 постеља у хотелима и вилама и 530 постеља у приватном смештају,...„које су опслуживали један стални и четири сезонска лекара“...
Мало је позната чињеница да је краљ Александар Карађорђевић у периоду од 1927. до 1934. године боравио чак 10 пута. Током 1932. године у Нишкој Бањи су краљ Александар и краљица Марија Карађорђевић прославили десетогодишњицу свог брака.
У Другом светском рату Нишка Бања је као и град Ниш била окупирана од стране Немаца и Бугара. Већ на почетку рата, од 10. априла 1941. у Нишкој Бањи је била „стационирана команда места, 11. оклопне групе и 14. армијског корпуса немачке војске”. Према Миомиру С. Наумовићу, „немачка команда била је смештена у вили „Ристић”“.
У првој половини јануара 1942. у Нишку Бању је стигао, и у бањским објектима био размештен, штаб 1. Краљевског (бугарског) окупационог корпуса, на челу са командантом штаба генерал-мајором Асеном Николовим.
У Другом светском рату Нишка Бања је као и град Ниш претрпела значајна материјална разарања од стране Немаца и Бугара. Живојин Спасић пише: „да су крајем рата на Нишку Бању бачене четири бомбе, али не прецизира када тачно. Вероватно се ради о савезничким бомбардовањима Ниша августа 1944. Од те четири бомбе једна је погодила трамвајску окретницу у центру Бање и пругу дигла у ваздух. Жртава људских није било, али је материјална штета била велика. Квар је убрзо поправљен и саобраћај успостављен. Остале три бомбе пале су: две на шест метара од објекта „Зеленгора“ (у којој је било бугарске, а нешто и немачке војске) и једна на месту где је сада осмогодишња школа. И тамо није погођен циљ“.

### Република Југославија и Србија
По завршетку Другог светског рата бањско лечилиште је располагало са четири хотела и две виле, у којима је било 570 постеља и 800 постеља у приватном смештају, што због све већег броја посетилаца постаје недовољно. Зато је почела нова фаза изградње лечилишта. Довршен је хотел „Озрен“, а хотел „Србија“ је реновиран. У Нишкој Бањи је 1954. отворен „Инхалаторијум“, први објекат ове врсте на Балкану. Изграђено је двадесетак вила, од којих половина у централном делу насеља. Изградњом нових објеката-вила, продавница, модерне самоуслуге, пијаце, више пословница туристичких агенција, кафане „Пролеће“ итд Нишка Бања се проширила и уврстила међу највећа бањска лечилишта у Србији.
Од 1954. до 1956. у Нишкој бањи је просечно, годишње било на лечењу и опоравку 17.088 пацијената, што је Нишку Бању по броју посетилаца у тадашњој ФНР Југославији сврставало на друго место одмах иза Врњачке Бање.
Током 1963. Нишка Бања је добила статус бање, а јануара 1966. Бањско и климатско лечилиште „Нишка Бања“, преименовано је у Природно лечилиште „Нишка Бања“, са основном наменом да лечи и рехабилитује реуматичка и срчана обољења.
Децембра 1966. лечилиште у Нишкој Бањи добија нови назив Завод за превенцију, лечење и рехабилитацију реуматичких и срчаних болесника. Смештајем већег дела Завода у новоизграђени савремено опремљен стационар „Радон“ 1975, почело је ново раздобље у развоју бање. Следила је изградња новог објекта 1981, стационара „Терме“, и доградња још једног спрата на објекту стационара „Радон“ 1996, тако да је укупни капацитет постеља у Заводу био 560.
Децембра 2006. отворен је реновирани хидро-блок у стационару „Зеленгора“, у оквиру кога је изграђен нови базен са покретним дном, што је олакшало примену термоминералне воде код тешко покретних болесницима.

## Балнеотерапија у Нишкој Бањи
У превенцији данас најмасовнијих незаразних обољења (хипертензија, кардиоваскуларне, метаболичке, респираторне, реуматичне, аутоимуне и друге болести) природни лековити чиниоци су најприхватљивији, јер почивају на холистичком приступу човеку и представљају физиолошке коректоре оштећене хомеостазе. Овакав став почива на научно утемељеној чињеници да се у природном амбијенту, бањско-климатских лечилишта, уз стручну примену природних лековитих фактора и других модерних знања и технологија, бројне категорије болесника могу успешније лечити и рехабилитовати него у медицинским установама у урбаним срединама.
Лечење пацијената, применом напред наведених балнеолошких фактора, у Нишкој Бањи се обавља у Институту за превенцију, лечење и рехабилитацију реуматичких и кардиоваскуларних болести „Нишка Бања“, који располаже са три стационара („Радон“, „Зеленгора“ и „Терме“), савременом опремом за неинвазивну дијагностику, лечење и рехабилитацију реуматских и кардиоваскуларних болести и за оперативно лечење у домену ортопедске хирургије. Институт је и наставна база Медицинског факултета Универзитета у Нишу.
- Стационар „Радон“
- Стационар „Зеленгора“
- Стационар „Терме“

### Балнеолошка својства
Главне балнеолошке факторе Нишке Бање, поред климатских, чине термоминералне воде које непрекидно протичу кроз бањске базене и каде, лековити гасови, пелоиди, промена средине, дијететски режим, активан и пасиван психофизички одмор.
Радиоактивност и термалност вода Нишке Бање, затим њихово јонско стање и плуриметално богатство, објашњавају њихов фармакодинамизам. Оне припадају групи енегеричних вода, које примењене у бањи за пиће, купање, инхалирање итд, имају одређена физиолошка и терапијска дејства. Та дејства су и стимулативна, седативна, антиинфламаторна (антиреуматска) антиурикемијска  итд. Значајна предност метода лечења које се примењују у Нишкој Бањи је и одсуство озбиљних нежељених ефеката лечења.

С обзиром на чињеницу да већина наведених природних лековитих чинилаца има доста широку примену у индикационом смислу Бањско климатско лечилиште Нишка Бања може пружати услуге различитим категоријама корисника од потпуно здравих људи па до озбиљно болесних, с тим што се свакој категорији морају пружати тачно прописане и стандардизоване здравствене услуге.
Прве одговарајуће лечилишне индикације постављене су после отварања инхалаторијума, десетак година након Другог светског рата. Главне индикације обухватале су: болести локомоторног апарата, обољења респираторних органа и гинеколошка обољења.
Оснивањем Института за лечење и рехабилитацију „Нишка Бања“, и увођењем савремених медицинских научних достигнућа у којима се термални природни фактори употребљавају само као један од терапијских поступака, индикације су проширене и прецизиране и обухватају:
| Медицинске индикације за лечење и рехабилитацију у Нишкој Бањи | |
| Органски системи                                               | Болести |
| Болести локомоторног апарата                                   | • Стање после реуматске грознице • Хронични инфламаторни реуматизам (хронични еволутивни полиартрит и Бехтеревљева болест-почетни стадијум) • Дегенеративни реуматизам (артрозе и спондилозе) • Екстраартикуларни реуматизам-фиброзити • Миозити • Паникулити • Последице траума и ратних рањавања. |
| Обољења респираторних органа                                   | Хронични бронхити • Хронични трахеити • Хронични ларингити • Лакши облици бронхијалне астме. |
| Неуролошка обољења                                             | • Неуралгије и полинеурити • Последице полиомијелита. |
| Кардиоваскуларне болести                                       | • Артеријска хипертонија у лабилном и лакши облици у стабилизованом стању • Реконвалесценција миокардита реуматичког и другог порекла • Реконвалесценција реуматичког ендокаргита. |
| Болести метаболизма                                            | • Урична дијатеза-изван периода јачег погоршања. |
| Гинеколошка обољења                                            | • Запаљиви процеси неспецифичне природе у смиреном стању (хронични андекситис и периметритис) • Оваријалне дисфункције праћене хипоплазијом гениталних органа и поремећајима менструације • Извесни облици стерилитета, у првом реду запаљивог и ендокриног порекла.                                |

### Терапијско - рекреативне стазе
У оквиру посебних терапијских третмана реуматичних и кардиоваскуларних болесника али и за, опоравка и рекреацију спортиста и туриста у Нишкој Бањи користи се посебно изграђен шеталишни комплекс парковских стаза, познат и као „Стазе здравља“ , који је осавремењен генералним преуређењем током 2018. године

У оквиру овог комплекс постоје шест стаза здравља, укупне дужине од 350 до 1.400 метар, са успоном усеченим у планину Коритњак или без њега.
Намена ових стаза је следећа:
- Стазе I и II су без већих успона и падова и намењене су рехабилитацији тежих срчаних болесника.
- Стазе III, IV и V представљају комбинацију хода по равном и успона са различитим нагибом. Намењене су рекреативцима и пацијентима који имају или су стекли већу толеранцију на физички напор.
- Стаза VI или „златна стаза“ представља комбинацију наизменичног смењивања бржег и споријег хода. Погодна је за све оне који желе да се баве физичком активношћу у циљу очувања здравља.

## Привреда
Нишка Бања спада у групу привредно развијених локалних заједница на подручју Града Ниша, са привредним кретањима која су имала све карактеристике српске привреде у 21. веку. Здравствени, излетнички, културно-манифестациони, спортско-манифестациони, конгресни, транзитни, туризам лица трећег доба и ђачки туризам заснован на географским карактеристикама и природним лепотама, спортско-рекреативним објектима и лековитим својствима геотермалних вода, лековитог блата и гаса, је основна привредна грана Нишке Бања и њен најзначајнији фактор даљег привредног развоја.
Развоју туризма, као најважније привредне гране у Нишкој Бањи, умногоме је допринела близина Медицинског факултета и Клиничког центра у Нишу који су као наставну базу и издвојене здравствене капацитете основале Институт за лечење и рехабилитацију „Нишка Бања.

### Пољопривредна производња
Становништво Нишке Бање, поред туризма, баве се и пољопривредном производњом, претежно ратарством, сточарством, воћарством и виноградарством. Ова производња добрим делом задовољава сопствене потребе домаћинстава, а другим делом је у функцији развоја основне делатности–здравственог туризма. Производња се обавља на 7.408 хектара пољопривредних површина, од чега су „под житом 1.409 хектара, крмним биљем 1.005 хектара, поврћем 339 хектара, док се на 774 хектара налази винова лоза, а на 466 хектара воћњаци“.

### Индустрија и мала привреда
Од осталих привредних делатности на територији Нишке Бање треба истаћи индустрију за прераду алуминијума и алуминијумских легура (фабрику „Нисал"), занатску производњу у 470 малих и средњих предузећа, трговину и услужне делатности (међу којима доминира угоститељска делатност).

### Туризам
Зачеци туризма у Нишкој Бањи

Туризам у Нишкој Бањи зачет је још с краја 19. века, када су недељом, о Ђурђевдану и на дан Првог маја или неког другог верског и државног празника, Нишлије масовно посећивале Нишку бању. Сваки домаћин је излазио са свим члановима своје породице или фамилије, са пријатељима и познаницима. Тај излазак спремао се унапред, а јело и пиће, и све остало носило се у корпама, крчазима и ибрицима. Они сиромашни долазили су пешице, а богатији својим или изнајмљеним запрежним колима, а касније аутомобилом или трамвајем.
Полази се у свануће тако да би се рано стигло и уграбило боље место. А за најбоље место сматрао се простор око женског базена и чесме. Са приспећем у бању, деца, дечаци и девојке растуре се да купе суварке за ватру. Том приликом они донесу и три овећа камена за огњиште. Одмах се ложи ватра и ставља џезва за кафу. И у тим раним јутарњим часовима на све стране пламсају ватре; чују се радосни дечји гласови, кикот жена и песма девојака и момака. Испије се кафа уз неколико чашица љуте ракије. Онда одлазе на купање. Мушкарци са одраслим дечацима у мушки, а жене са девојкама и децом у женски базен. Код ствари обично остаје нека старија жена или човек у годинама, који ће се купати тек пошто се они врате. Но ови старци се не досађују сами, испијају чашицу за чашицом и гласно разговарају са неким или са неком, који су као они остали да чувају ствари док се њихови не врате „с б’њ’њеˮ. Одмах по повратку са купања поново се ложе ватре, подгрева се оно што је донето, простиру се покровци, пиће се носи испод чесме да се охлади. Руча се полако и са уживањем. Са попијеним пићем јавља се и расположење и тада се обично почиње са песмом. Свирачи, који из неког кута чекају свој тренутак, појављују се. И док се старији веселе уз музику, младеж се ухвати у коло и заигра. На крају поустају и старији па и они заиграју.
Са заласком сунца, полако сви гости су одлазили − враћајући се кућама, после дивно проведеног дана.
Туризам данас
Поред заснованости туризма, на постојању бањских извора, здравствени туризам, у Нишкој Бањи су развијене и комплементарне врсте туризма и то излетнички, културно-манифестациони, спортско-манифестациони, конгресни, транзитни, туризам лица трећег доба итд.
Здравствени и туристички објекти смештени су у уређеном бањском парку површине 5 хектара. У близини је парка налази се и шума Коритњак, са уређеним трим и пешачким стазама које дају могућност љубитељима природе да уз шетњу уживају у благодетима бујне и разноврсне флоре Коритњака.
Рекреативни туризам као нужност савременог друштва, у Нишкој Бањи може се окарактерисати као садржај физичког вежбања намењен активном одмору туриста различите животне доби који у том циљу у све већем броју бораве у Нишкој Бањи.
Спортско-рекреативни туризам у Нишкој Бањи се јавља као допунски вид туризма, који пружа одличне могућности за бављење спортом, како аматерски, тако и професионално захваљујући пре свега доброј инфраструктури спортско-рекреативних објеката.
Нишка Бања је погодна и за припреме и такмичење спортских екипа, јер располаже са хиподромом, стрељаном, теренима за мали и велики фудбал, рукомет, тенис, кошарку и параглајдинг. Близина реке Нишаве пружа могућност кајакарење на мирним водама. На делу Нишаве поред Нишке Бање сваке године организује се Нишавска регата која окупља на стотине љубитеља спортова на води.
Такође, у Нишкој Бањи се одржавају такмичења у параглајдингу, где такмичари крећу са обронака Коритњака, и спуштају се у Нишку Бању, а могу летети и даље па чак и до 80 km. Најзначајније такмичење из параглајдинга одржано у Нишкој Бањи било је 3. Светско првенство у прецизном слетању параглајдером, које је на терену Коритњак изнад Нишке Бање одржано од 7 до 14. августа 2005, по одлуци међународне организације ФАИ. Тим поводом је на ширем простору Нишке Бање уређено ново полетиште, позиционирано за правац ветра који доминира у овом подручју и прилазни пут до полетишта на Коритњаку, тако да је данас до самог полетишта могуће доћи путничким аутомобилом. Потом следе нова такмичења у параглајдингу. Августа месеца 2007. одржано је Предевропско првенство у прецизном летењу параглајдером, а у августу 2008. и Прво свеобухватно европско првенство у параглајдингу.
Нишка Бања има библиотеку, уметничку галерију, Летњу позорницу и Центар за културу, који у току лета постаје организатор бројних догађаја обједињених у манифестацији „Културно лето у Нишкој Бањи“.
Гости Нишке Бање могу да посете оближње културно-историјске споменике: Медијану, Ћеле-кулу, Нишку тврђаву из 18. века, Чегар, Меморијални музеј-логор „Црвени крст“. Такође из Нишке Бање могу се организовати излети до Сићевачке клисуре-атрактивног кањона реке Нишаве са ретком флором и фауном, Јелашничке клисуре-специјалног резервата природе, Суве планине-специјални резерват природе и Каменичког виса, популарних излетишта и нишких ски-центара Бојанине воде и Каменички вис.
Нишка Бања са свим својим напред описаним карактеристикама, које је сврставају у посебну амбијенталну целину, несумњиво поседује одличне потенцијале, пре свега природне, за континуирани развој туризма у најсавременијој форми.

#### Туристичке манифестације
- „Кад замиришу јорговани“ или „Дани јоргована Нишка Бања“ (2018. петнаести по реду) је традиционална културно-уметничка манифестација, плетења венаца од јоргована, дечји маскенбал, модна ревија и изложба ручних радова које традиционално организују чланице Удружења жена „Круна“ и њихове гошће, априла месеца у време цветања јоргована.
- „Нишки фестивал полена“ (2018. осми по реду) је изложбено-продајни фестивал на коме си излажу и могу купити пчелињи производи, првенствено полен и перга, мед, као и прибор и опрема за пчеларство.
- „Пихтијада“ (2019. тринаеста по реду) је туристичко-угоститељска манифестација у традиционалној припреми пихтија, избору најуспешнијих кулинара у припреми пихтија и подела пихтија гостима манифестације, које су учесници пихтијаде претходног дана припремили.
- „Волимо и негујемо нашу традицију“ је фестивал етно-стваралаштва који окупља удружења и културно-уметничка друштава из целе Србије која негују старе српске обичаје и народно стваралаштво.
- „Дани вина и мерака“ (2020. осамнаести по реду) је изложбено–продајна манифестација виноградара нишког винарског региона, која се од 2002. године, одржава сваке године у месецу фебруару. Незванична химна манифестације је песма „Нишка Бања топла вода“.

- Велики летњи фестивал је као манифестација установљен 2005. године. Представља скуп више појединачних манифестација које се одржавају у време туристичке сезоне, од почетка јула до краја августа.
- Вече бањаца је прослава коју на иницијативу мештана Нишке Бање, општина организује сваке године, у начелу током јула. Овај скуп окупи и преко две хиљаде мештана бањске општине спремних за дружење, игру и весеље.

#### Туристички капацитети
| Туристички капацитети смештаја у Нишкој Бањи (2005)                         |               |                                      |                     |
| Назив објекта                                                               | Број лежајева | Категорија                           | Период коришћења    |
| „Озрен“                                                                     | 174           | Хотел ***                            |                     |
| „Партизан“                                                                  | 120           | Хотел ***                            |                     |
| „Србија“                                                                    | —             | Хотел                                | Ван функције        |
| Стационар „Радон“ (300) Стационар „Зеленгора“ (160) Стационар „Терме“ (100) | 560           | Стационари (некатегорисани објекти)  |                     |
| Приватни смештај                                                            | 926           | Домаћинства од (*) до (***)          | Сезонског карактера |
| Приватни смештај                                                            | 800           | Домаћинства (некатегорисани објекти) | Сезонског карактера |
| УКУПНО                                                                      | 2.580         | —                                    | —                   |

## Саобраћај
Нишка Бања се налази на раскрсници најважнијих, балканских и европских путних и железничких саобраћајних праваца, који воде са севера из правца Београда, и са југа из правца Скопља долином Нишаве и Марице према Софији, Истанбулу и даље ка Блиском истоку. Долине Нишаве кроз Сићевачку клисуру и нишку котлину, Кутинске реке, кроз Заплање и Јелашничке реке кроз Јелашничку клисуру, као природне предиспозиције рељефа, одредиле су трасе најважнијих саобраћајница на простору Нишке Бање

### Друмски саобраћај
До 1964. пут Ниш—Софија пратио је трасу Виа милитарис-а у периоду Рима и Византије, и „цариградског друма“ у средњовековном периоду у доба Османлија, јер је Сићевачка клисура, на истоку, због својих морфолошких облика, нарочито дубине и узине Градишког кањона, представљала препреку изградњи друмске саобраћајнице. Зато је магистрални пут идући из Ниша, све до 1964. и пробијања Градишког кањона, водио средишњим делом атара Нишке Бање, преко Јелашнице, а затим долином Куновичке реке и преко висоравни Плоча даље на Исток. Ова траса је коришћена и 2006. као заобилазница, у току радова на обнављању пута и проширењу 13 тунела у Сићевачкој клисури, а од 2011. на њој је започета изградња савременог ауто-пута гране Е-80 коридора 10, који ће, још бољом и савременијом саобраћајницом, повезати Нишку Бању са Европом Малом Азијом, Црноморским подручјем и Медитераном.
Поред главног прилазног правца, магистралног пута Ниш—Димитровград, подручју Нишке Бање може се приступити и из:
- Правца југоисточних насеља у подножју Суве планине, Плоча и Сићевачке клисуре (која су у саставу општине Нишка Бања), локални путни правац II реда, Чукљеник—Доња Студена—Горња Студена—Јелашница—Просек, долином Јелашничке реке кроз Јелашничку клисуру.
- Из правца општина Гаџин Хан или Заплања, кроз клисуру Кутинске реке води заплањско—лужнички пут или државни пут II реда бр. 241, Доњи Душник—Горњи Душник као и правац државни пут II реда бр. 242, Равна Дубрава—Велики Крчимир—Мали Крчимир (Семче)

Јавни градски саобраћај се одвија искључиво аутобусима, линијом број један, једном од 13 линија градског саобраћаја у Нишу. Трамвајски систем превоза који је повезивао Ниш и Нишку Бању од 16. новембра 1930, и био окосница њеног развоја у првој половини 20. века, укинут је и замењен аутобуским превозом 10. августа 1958. године.

### Железнички саобраћај
Кроз простор Нишке Бање пролази и магистрална железничка пруга (Е-70) Ниш—Димитровград на којој постоји и железничка станица Нишка Бања. Овај железнички правац је тренутно неелектрифициран и са застарелом железничком инфраструктуром. У 21. веку нагли развој железничког саобраћаја и туризма, праћен застарелошћу и лошим одржавањем железничке инфраструктуре (што се види на слици), превазишао је могућности ове железничке пруге. Зато она све више успорава саобраћај и постаје не само уско грло у систему паневропских железничких коридора, већ и озбиљан еколошки проблем по Нишку Бању и њену околину, јер пруга и пратећа инфраструктура није модернизована (електрифицирана).

### Ваздушни саобраћај
Ваздушним саобраћајем Нишка Бања је повезана преко аеродрома „Константин Велики“ у Нишу, чији положај (на удаљености од 12 km) пружа могућност корисницима ове врсте саобраћаја најбржи приступ подручју Нишке Бање.

## Галерија
- Црква Св.Илије
- Споменик палим борцима 1941-1945.
- Један од паркова у Нишкој Бањи
- Главна улица у Нишкој Бањи
- Сувенирница
- Спомен обележје Мојсију Михајловићу Тошкету, погинулом органу ОЗНЕ
- Део парковског мобилијара у Нишкој Бањи
- Споменик у част Великог рата
- Споменик Љубиши Самарџићу